# Ethylmaltol
Ethylmaltol ist eine organisch-chemische Verbindung und leitet sich von Maltol ab. Ethylmaltol ist als Geschmacksverstärker (E 637) zugelassen und wird zur Aromatisierung von Lebensmitteln und Tabakwaren verwendet.

## Vorkommen
Bislang wurde kein natürliches Vorkommen von Ethylmaltol gefunden.

## Gewinnung und Darstellung

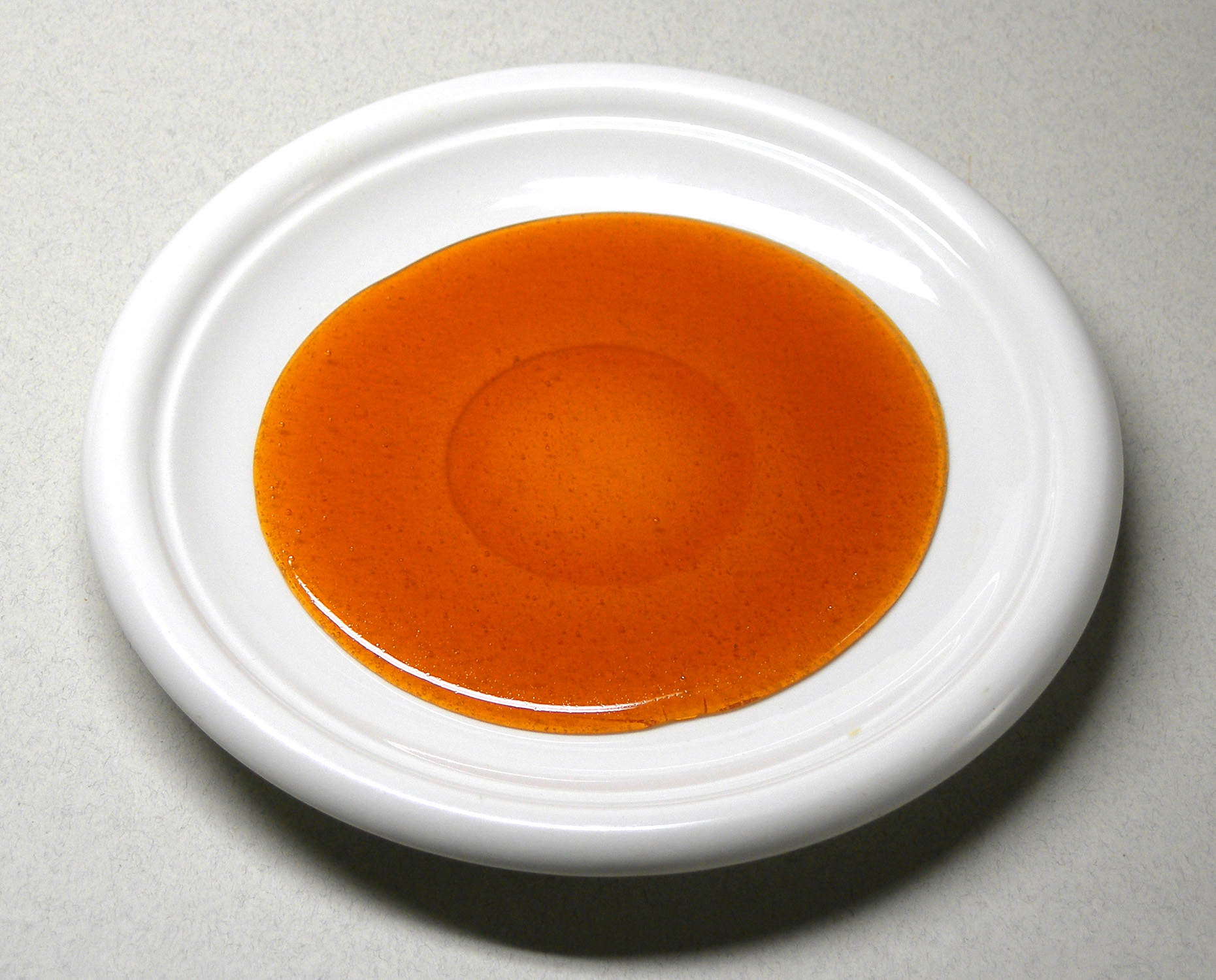
Ethylmaltol schmeckt und riecht karamellartig

Es sind mehrere Synthesewege für Ethylmaltol bekannt etwa ausgehend von Kojisäure oder Furfurylalkohol.

## Eigenschaften
Ethylmaltol verstärkt – ähnlich wie Maltol – den süßen Geschmack von Lebensmitteln, allerdings ist es vier bis sechsmal stärker als Maltol. Es besitzt einen süß- karamellartigen Geruch.

## Verwendung
Ethylmaltol wird zur Aromatisierung von Lebensmitteln, Getränken und Tabak genutzt. Besonders viel Verwendung findet der Stoff in Liquids für E-Zigaretten. Es wurde in 80 % aller Liquids und häufiger in Konzentrationen über 10 mg/mL gefunden.

## Sicherheitshinweise und Gesundheit
Als Geschmacksverstärker darf Ethylmaltol quantum satis eingesetzt werden.
In vielen Liquids wird die Menge an Ethylmaltol als zytotoxisch für Lungenzellen eingeschätzt. Außerdem wurde herausgefunden, dass Ethylmaltol neben anderen Aromastoffen die Bildung sehr reaktiver freier Radikale im Aerosol von E-Zigaretten befördert. Diese können die Entstehung einiger Krankheiten befördern.